# Jean-Claude Colfavru
Jean-Claude Colfavru est un homme politique et avocat français né le 1er décembre 1820 à Lyon (Rhône) et mort à Paris le 18 mai 1891. Député républicain, il est l'un des fondateurs de la Société des droits de l'homme et du citoyen. 

## Biographie
Né à Lyon dans le quartier de la Guillotière. Son père, ancien soldat de l'Empire, mutilé à Waterloo, exerçait le métier de cordonnier selon Étienne Charavay qui écrivit une notice biographique de Jean-Claude Colfavru en 1891. 
Licencié en droit à Grenoble en 1845, il est avocat à Paris la même année. Il milite dans les rangs républicains. Mêlé aux émeutes de juin 1848, il est emprisonné quelques mois. Il prend la direction d'un journal proudhonien, la Voix du peuple et est député de Saône-et-Loire de 1850 à 1851, siégeant à l'extrême gauche. Exilé après le coup d’État du 2 décembre 1851, il ne rentre d'exil qu'en 1859, profitant de l'amnistie, et reprend ses activités d'avocat à Paris. Juge de paix dans le 17e arrondissement de Paris de 1870 à 1872, il est ensuite avocat au Caire de 1872 à 1880, il fut l’avocat d’Amina Hanim fille du Dey Hussein dernier Dey d’Alger. Il est député de Seine-et-Oise de 1885 à 1889, inscrit au groupe de la Gauche radicale. En 1886, un amendement dont il est l'auteur entraîne la chute du gouvernement Freycinet. Il est également à l'origine de la chute du gouvernement Rouvier en 1887 et du gouvernement Tirard en 1888. Il contribue également à la démission de Jules Grévy. Il est enterré au cimetière du Montparnasse (20e division).
Franc-maçon, il est initié en 1850 dans la loge maçonnique « Les Philadelphes » à Londres lors de sa période d'exil en Angleterre après sa proscription par le Second Empire. Après son retour il devient membre des loges « Saint Vincent de Paul », « L'étoile polaire », « La clémente amitié » . Il fut vénérable maître de la loge « Le travail » qui se prononce pour l'admission des femmes en franc-maçonnerie. Il est également président du conseil de l'ordre du Grand Orient de 1885 à 1887, ou il remplace Charles Cousin, il réorganise pendant son mandat, les ateliers supérieurs de l'ordre.
Son fils Jean-Claude Colfavru, avocat, est né le 5 décembre 1856 à Jersey pendant l'exil de son père. Ami d'Étienne Charavay, il a épousé sa sœur Marie Amélie. Il est décédé très jeune au Caire, le 10 novembre 1880.